# Uleåborgs prästgård
Uleåborgs prästgård (finska: Oulun pappila) är en historisk prästgård i Uleåborg i landskapet Norra Österbotten i Finland. Huvudbyggnaden, som ritades av arkitekt Carl Ludvig Engel, färdigställdes år 1827. Prästgården  ägs av Uleåborgs kyrkliga samfällighet och används numera för kyrklig verksamhet.

## Historia och arkitektur
I samband med att Uleåborgs stad brann år 1822, förstördes även Uleåborgs dåvarande prästgård, som användes av kyrkoherde Henrik Wegelius. Ett ritningsutkast för en ny prästgård gjordes av byggmästaren Henrik Matlin från Uleåborg. Utifrån dessa skapade Carl Ludvig Engel de faktiska ritningarna för empirbyggnaden.
I december 1825 hölls en auktion för uppbyggandet av Uleåborgs prästgård. Auktionen vanns av Ivan Avramoff, en köpman från Fredrikshamn, men mitt under byggarbetet ansökte han om konkurs. Församlingen tvingades därför att själva slutföra resten av prästgården i snabb takt. Trots förseningen blev prästgården färdig i oktober 1827.
Ursprungligen bestod prästgården av två bostadsbyggnader: en för stadsförsamlingen och en för lantbygdsförsamlingen. I huvudbyggnaden, som ligger vid gatan Isokatu, finns en sal, fem kammare och en tambur samt en separat köksbyggnad som är ansluten till huvudbyggnaden. Stadsförsamlingen hade också ansvar för underhåll av bodar, ladugård, stall och latrin.
Den andra bostadsbyggnaden tillhörde lantbygdsförsamlingen och var belägen vid dagens gata Asemakatu. Utöver bostadsbyggnaden ingick en bakstuga, en lada, ett fårhus, en bastu och en lagerbyggnad i lantbygdsförsamlingens ansvar.
Uleåborgs prästgård renoverades under övergången mellan 1840- och 1850-talen. Ytterväggarna på bostadsbyggnaderna kläddes med brädor som målades med röd oljefärg. Dörr- och fönsterkarmarna målades gröna. Prästgården genomgick flera förändringar under 1800-talet. År 1886 tillkom en veranda på gårdsidan och en ny ingång från Asemakatu. År 1898 utvidgades byggnaden och i den nya flygelns källare inrättades tvätt- och bakrum samt en drängstuga. I prästgårdens stenfot byggdes även en källare och ett matskåp. Samtidigt kopplades de två bostadsbyggnaderna samman, och deras utseende harmoniserades. Trots dessa förändringar har prästgårdens ursprungliga arkitektoniska drag bevarats, inklusive kakelugnar och kassettak.
Den sista prästen som bodde i Uleåborgs prästgård var domprosten Jorma Sipilä fram till 1971.

## Bilder

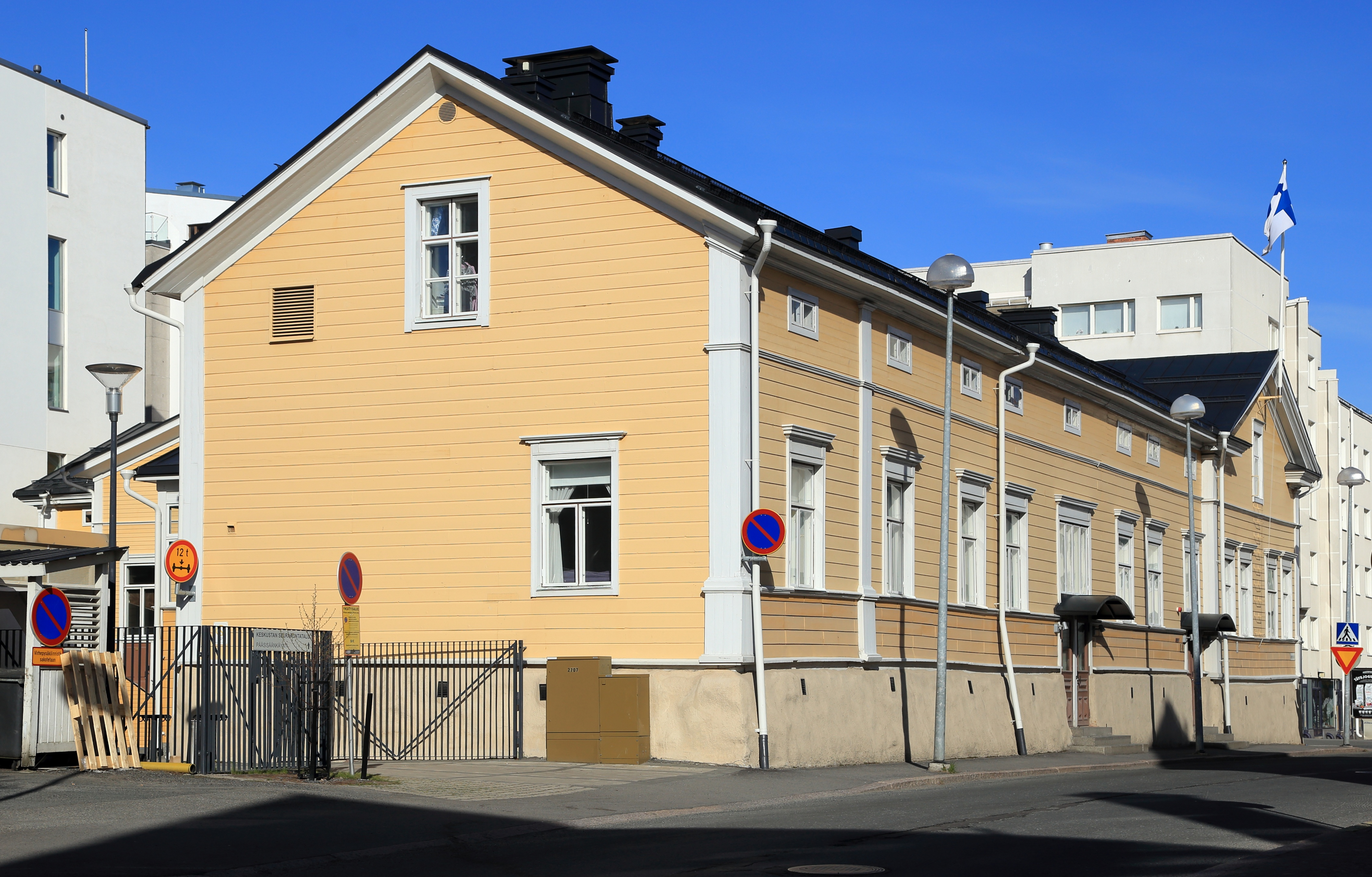
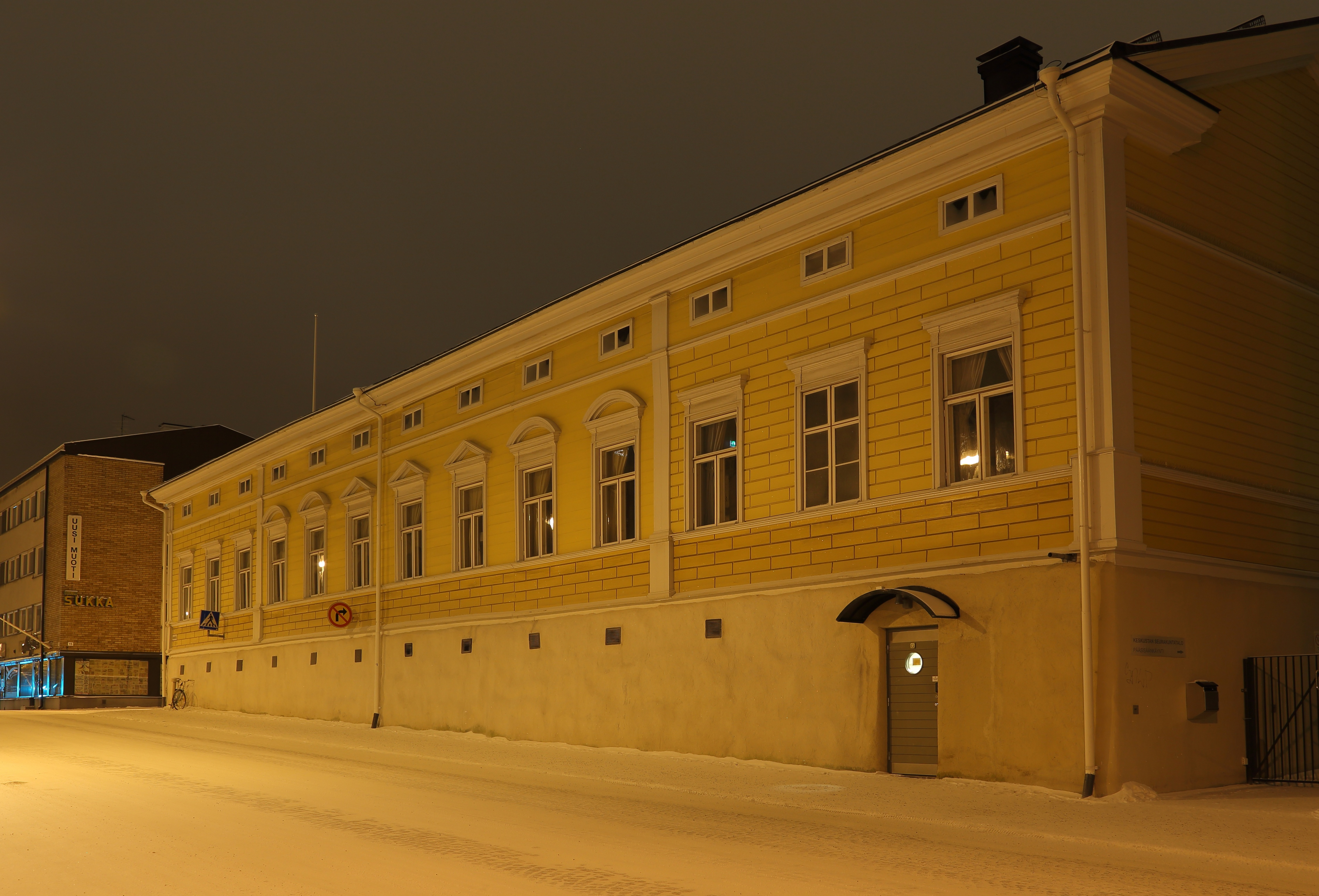
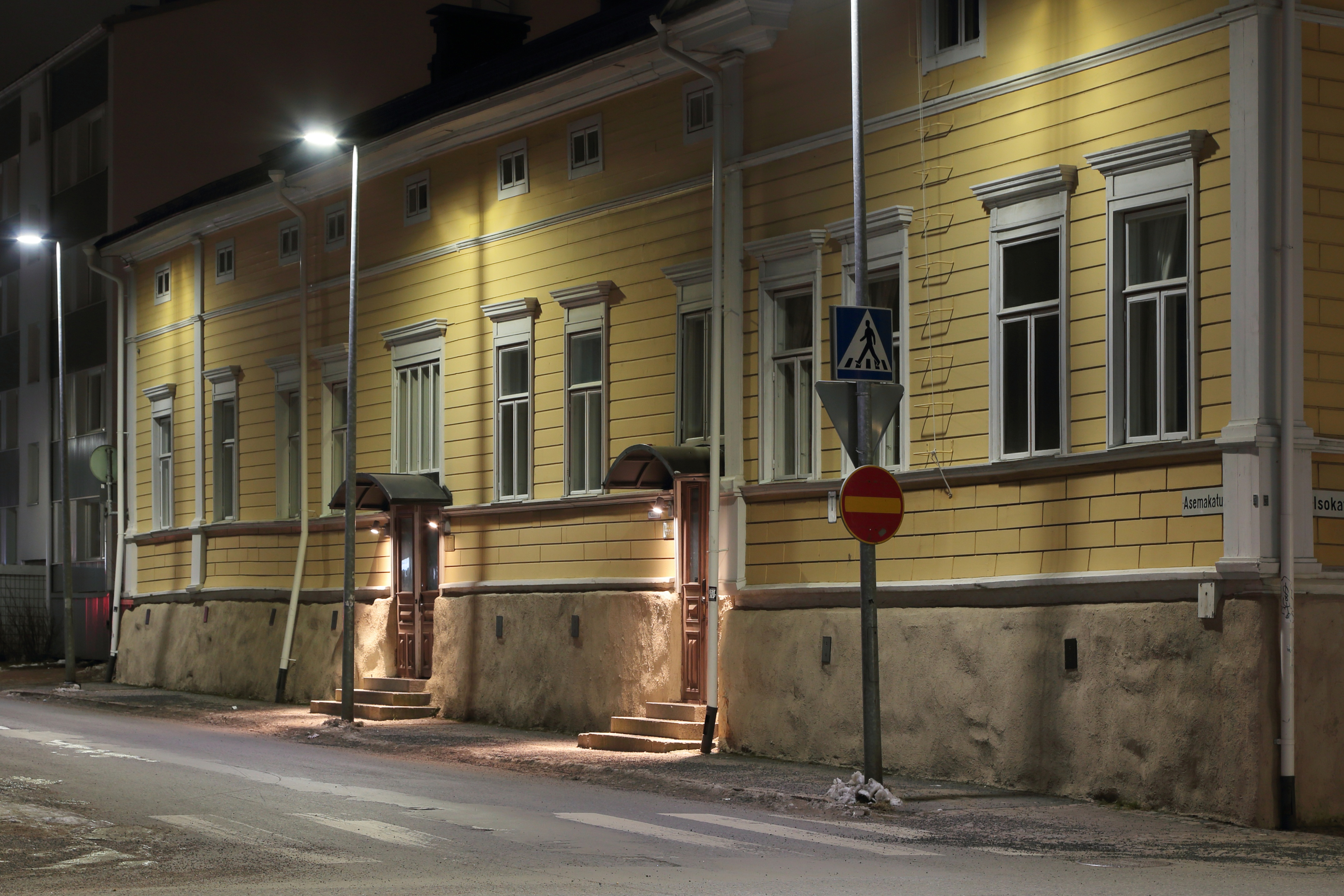
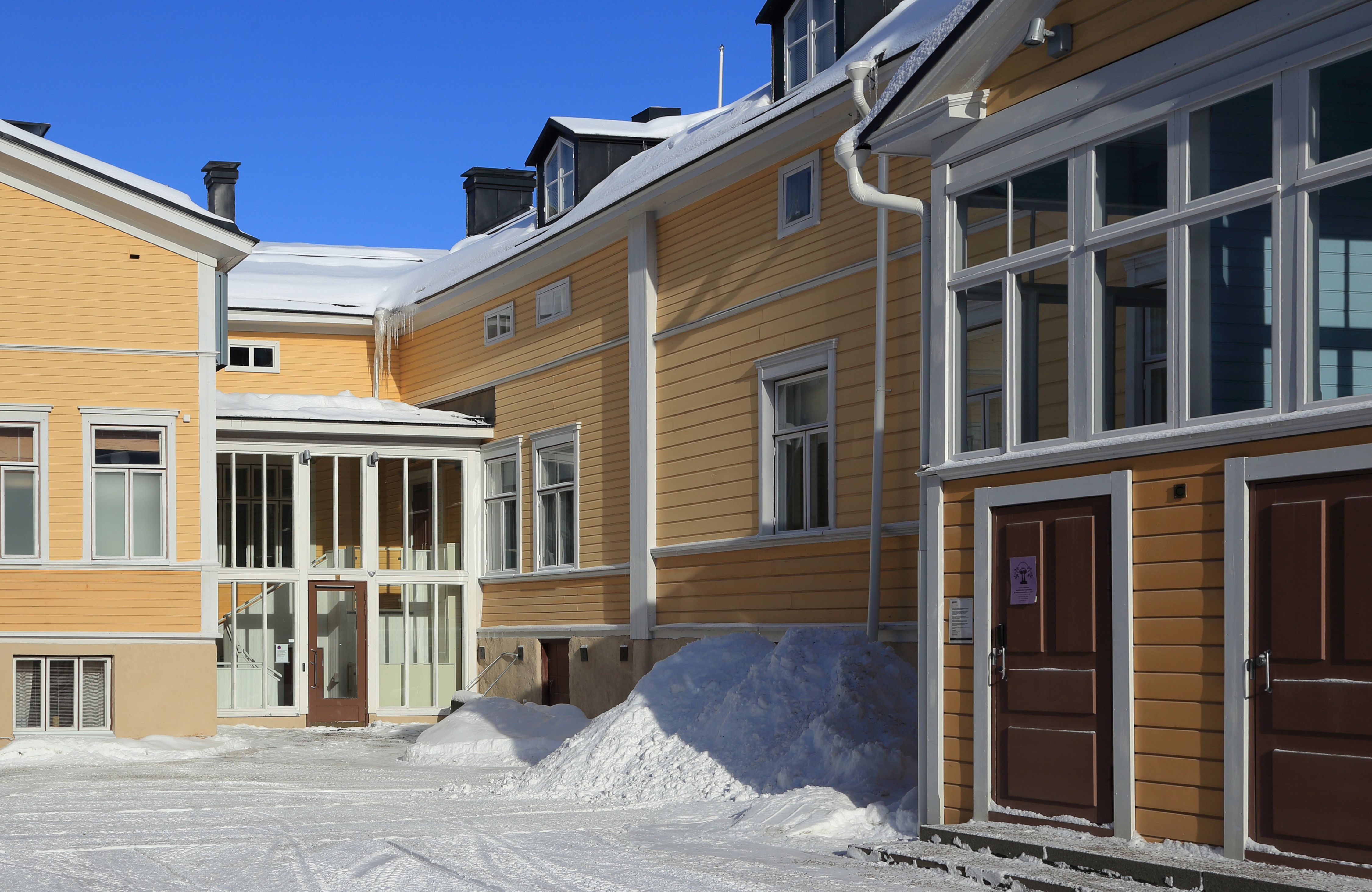